# Buffalo Bills 1974
La stagione 1974 dei Buffalo Bills è stata la quinta della franchigia nella National Football League, la 15ª complessiva. Con Lou Saban come capo-allenatore la squadra ebbe un record di 9-5, classificandosi seconda nella AFC East Division. Nei playoff la squadra fu subito eliminata dai Pittsburgh Steelers in quella che fu l'unica gara in carriera di O.J. Simpson nella post-season, in cui corse 49 yard e segnò un touchdown su ricezione nel terzo quarto su passaggio del quarterback Joe Ferguson. Simpson, che aveva guidato la lega in yard corse nelle due stagioni precedenti non riuscì a ripetersi ma riuscì comunque a superare le mille yard malgrado un problema a un ginocchio.
I Bills del 1974 detengono la distinzione di essere stata l'ultima squadra a terminare una partita senza completare alcun passaggio. Ciò avvenne nel terzo turno contro i New York Jets. Malgrado ciò riuscirono comunque a battere i Jets, grazie a  223 yard corse e a 2 soli passaggi completati dal quarterback avversario Joe Namath su 18 tentativi.

## Roster
| Roster dei Buffalo Bills nel 1974 |
| --- |
| Quarterback - 12 Joe Ferguson - 16 Scott Hunter - 17 Gary Marangi Running Back - 34 Jim Braxton FB - 29 Don Calhoun - 21 Gary Hayman - 32 O.J. Simpson - 36 Larry Watkins Wide Receiver - 81 Bob Chandler - 89 Wallace Francis - 47 Clint Haslerig - 40 J.D. Hill - 27 Ahmad Rashad Tight End - 88 Reuben Gant - 87 Paul Seymour Offensive Linemen - 60 Bill Adams G - 68 Joe DeLamielleure G - 70 Dave Foley T - 74 Donnie Green T - 76 Halvor Hagen T - 67 Reggie McKenzie G - 53 Mike Montler C - 65 Nick Nighswander C - 61 Willie Parker G Defensive Linemen - 64 Dave Costa DT - 72 Don Croft DT - 74 Earl Edwards DE - 71 Mike Kadish DT - 77 Dave Means DE - 85 Walt Patulski DE - 62 Jeff Yeates DE Linebacker - 59 Doug Allen - 50 Jim Cheyunski - 30 Bo Cornell - 52 Merv Krakau - 55 John Skorupan - 86 Dave Washington Defensive Back - 22 Bill Cahill CB - 42 Neal Craig SS - 43 Tony Greene FS - 28 Dwight Harrison CB - 20 Robert James CB - 45 Rex Kern FS - 26 Donnie Walker CB Special Team - 11 Spike Jones P - 3 John Leypoldt K |
| Legenda - I rookie sono in corsivo. - Il primo ruolo è il principale mentre gli eventuali successivi indicano i ruoli secondari. - (IR) sta per Injured Reserve ed indica la lista ristretta per un solo giocatore infortunato che può tornare ad allenarsi dopo la settimana 6 e a rientrare in prima squadra dopo che questa ha giocato 8 partite. - (NF-Inj.) / (NF-Ill.) stanno rispettivamente per Non-Football Injured e Non-Football Illness ed indicano le liste dove viene inserito un giocatore che ha un infortunio o una malattia non dipendente dal football americano. - (PUP) sta per Physically Unable to Perform ed indica la lista dove viene inserito un giocatore mentre è in attesa di recuperare la condizione fisica. Nella stagione regolare dopo la sesta partita giocata dalla propria squadra, il giocatore ha tempo tre settimane per riprendere ad allenarsi, più tre settimane aggiuntive dal suo rientro agli allenamenti per rientrare in prima squadra.                                                              |

Fonte:

## Calendario
| Stagione regolare |              |                         |           |        |                               |         |
| Turno             | Data         | Avversario              | Risultato | Record | Stadio                        | Sintesi |
| 1                 | 16 settembre | Oakland Raiders         | V 21–20   | 1–0    | Rich Stadium                  | Recap   |
| 2                 | 22 settembre | Miami Dolphins          | S 16–24   | 1–1    | Rich Stadium                  | Recap   |
| 3                 | 29 settembre | New York Jets           | V 16–12   | 2–1    | Rich Stadium                  | Recap   |
| 4                 | 6 ottobre    | at Green Bay Packers    | V 27– 7   | 3–1    | Lambeau Field                 | Recap   |
| 5                 | 13 ottobre   | at Baltimore Colts      | V 27–14   | 4–1    | Memorial Stadium              | Recap   |
| 6                 | 20 ottobre   | New England Patriots    | V 30–28   | 5–1    | Rich Stadium                  | Recap   |
| 7                 | 27 ottobre   | Chicago Bears           | V 16–6    | 6–1    | Rich Stadium                  | Recap   |
| 8                 | 3 novembre   | at New England Patriots | V 29–28   | 7–1    | Schaefer Stadium              | Recap   |
| 9                 | 10 novembre  | Houston Oilers          | S 9–21    | 7–2    | Rich Stadium                  | Recap   |
| 10                | 17 novembre  | at Miami Dolphins       | S 28–35   | 7–3    | Miami Orange Bowl             | Recap   |
| 11                | 24 novembre  | at Cleveland Browns     | V 15–10   | 8–3    | Cleveland Stadium             | Recap   |
| 12                | 1º dicembre  | Baltimore Colts         | V 6–0     | 9–3    | Rich Stadium                  | Recap   |
| 13                | 8 dicembre   | at New York Jets        | S 10–20   | 9–4    | Shea Stadium                  | Recap   |
| 14                | 15 dicembre  | at Los Angeles Rams     | S 14–19   | 9–5    | Los Angeles Memorial Coliseum | Recap   |

## Classifiche
| AFC East             |    |    |   |      |     |      |     |     |     |
|                      | V  | S  | P | %    | DIV | CONF | PF  | PS  | STR |
| Miami Dolphins       | 11 | 3  | 0 | .786 | 6–2 | 9–2  | 327 | 216 | V3  |
| Buffalo Bills        | 9  | 5  | 0 | .643 | 5–3 | 7–4  | 264 | 244 | S2  |
| New England Patriots | 7  | 7  | 0 | .500 | 4–4 | 4–7  | 348 | 289 | S3  |
| New York Jets        | 7  | 7  | 0 | .500 | 4–4 | 5–6  | 279 | 300 | V6  |
| Baltimore Colts      | 2  | 12 | 0 | .143 | 1–7 | 1–10 | 190 | 329 | S4  |